# MT9
MT9 est un format de fichier audio digital développé par l'Institut de Recherche en Électronique et en Télécommunications (ETRI) de Corée. Le format est actuellement promu par Audizen sous le nom commercial de Music 2.0.
MT9 permet aux auditeurs d'ajuster le volume de chaque canal - somme la guitare, la batterie, la basse et la voix - couper ou amplifier leurs parties favorites.
Le format devait être discuté par le groupe MPEG pendant son 85° meeting à Hanovre, Allemagne, en juillet 2008, pour être considéré comme une proposition de nouveau standard international pour l'audio digital.
Cependant, les coupures de presse écrites à la suite de ce meeting ne le mentionnent pas.